# Villa rustica (Merching)
Die Villa rustica auf der Gemarkung von Merching, einer Gemeinde im schwäbischen Landkreis Aichach-Friedberg in Bayern, ist ein geschütztes Bodendenkmal. Die Villa rustica der römischen Kaiserzeit liegt circa 1,65 Kilometer nordwestlich der Kirche St. Martin.
Unter den früh- bis mittelkaiserzeitlichen Lesefunden finden sich Gebrauchskeramik und Fragmente südgallischer Reliefsigillaten.